# 比弗里弗 (紐約州)
比弗里弗（英語：Beaver River）是位於美國紐約州赫基默縣的非建制地區。

## 歷史
比弗里弗的郵局於1893年設立，其後於2000年停運。

## 地理
比弗里弗所處的海拔為高於海平面516米（即1693英呎），而該地所採用的時區為UTC-5，即北美东部时区（EST）。同時該地設有夏令時間，為UTC-5調快一小時，即UTC-4（EDT）。